# 第5回ジャパンボウル
第5回ジャパンボウルは1980年1月13日、横浜スタジアムで行われたカレッジフットボールのオールスター東西対抗戦。ハイズマン賞受賞者のチャールズ・ホワイトは来日しなかったものの、オールアメリカンに選ばれた5人を含む66人が来日した。西軍が28-17で勝利した。この試合は大会史上初めて衛星中継でアメリカでも生放送された。

## 試合開催前の話題
全米チャンピオンとなったアラバマ大学のQBステッドマン・シーリー、RBミラー、ミラージュボウルで活躍したノートルダム大学のベガス・ファーガソン、ネブラスカ大学のTEジュニア・ミラー、アウトランド賞を受賞したノースカロライナ州立大学のジム・リッチャー、テキサス工科大学のジェイコブ・グリーンらが注目された。

## 試合経過
試合は雨からみぞれ、雪に変わる悪条件の中で行われた。西軍は第4Qにアーカンソー大学のQBケビン・スキャンロン(Kevin Scanlon)が二度三度、自ら走ってファーストダウンを更新、その後ネブラスカ大学のRB、I・M・ヒップがゴール前で中央を突破して逆転TD、さらに残り時間10秒にジョーンズがTDをあげて、西軍が28-17で勝利した。最優秀オフェンス賞にヒップ、最優秀ディフェンス賞にウィスコンシン大学のトム・シュレンプ(Tom Schremp)、ジョー・ロス・メモリアル賞にオハイオ州立大学のポール・キャンベル(Paul Campbell)が選ばれた。